# Real Club de Remo y Vela del Mosa

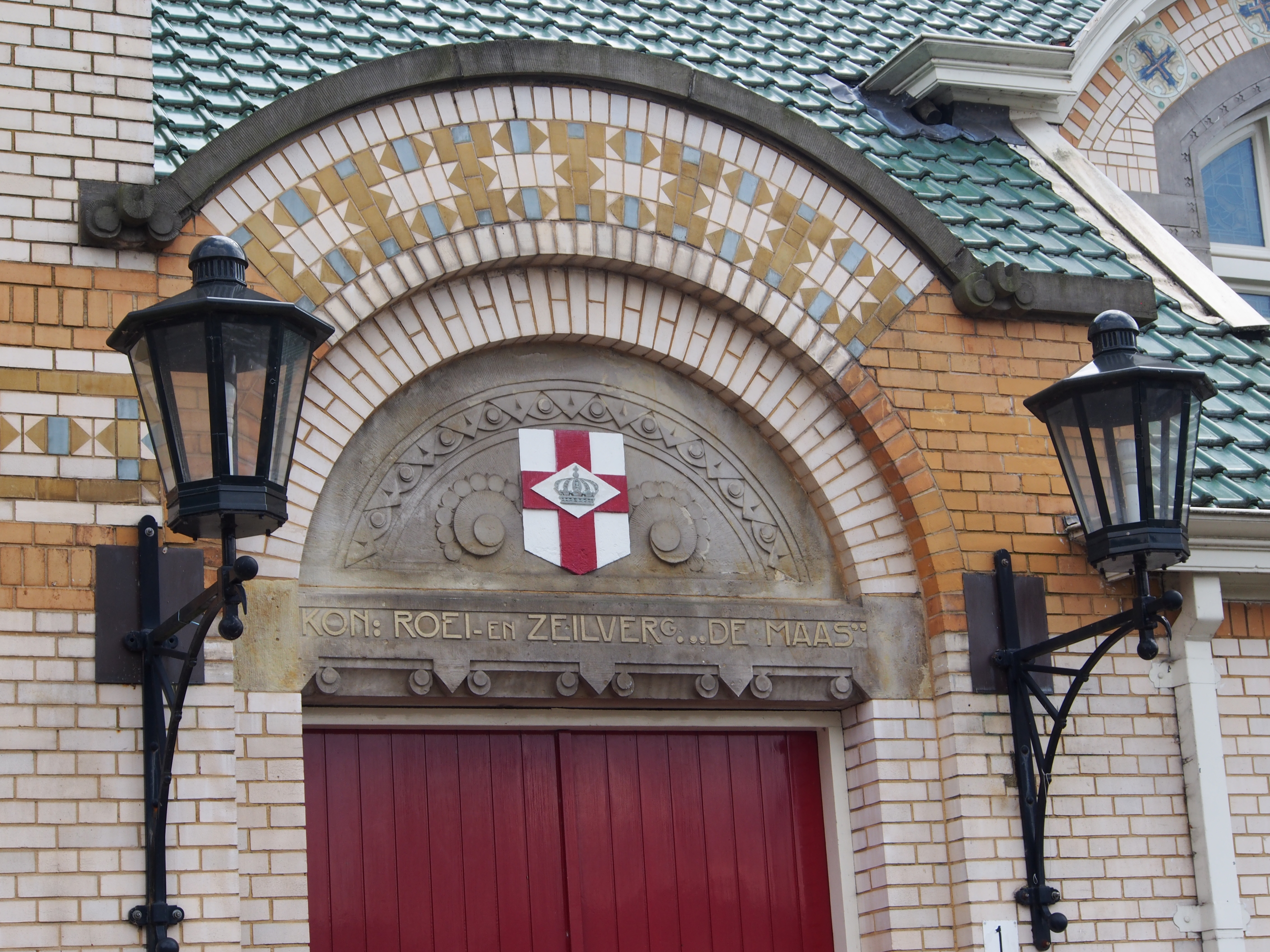
Sede social.

Los socios del club arbolan como pabellón nacional un pabellón especial para embarcaciones de recreo específico del club.

El Real Club de Remo y Vela del Mosa (Koninklijke Roei- en Zeilvereeniging De Maas en idioma neerlandés y oficialmente) es un club náutico de Róterdam, Países Bajos. Su nombre hace referencia al río Nuevo Mosa, donde tiene sus instalaciones.

## Historia
El club fue fundado en 1851 y en 1901 se le otorgó el título de Koninklijk.

## Deportistas
Entre sus regatistas destaca Conny van Rietschoten

## Copa América
Ha presentado un desafío a la Copa América 2021 conjuntamente con el Real Club Neerlandés de Vela y Remo.